# Moe (miasto)
Moe – miasto w Australii, w stanie Wiktoria, w regionie Gippsland. Leży w Dolinie Latrobe, oddalone o ok. 135 km koleją na południowy wschód od Melbourne. Moe zostało założone w 1856 roku. Jego nazwa pochodzi od aborygeńskiego słowa oznaczającego „moczary”.

## Demografia
Według spisu powszechnego z 2016 roku Moe miało 8778 mieszkańców, z czego 48,6% stanowili mężczyźni, a 51,4% kobiety. 2,1% populacji stanowili Aborygeni; 75,3% mieszkańców urodziło się w Australii.